# Arrow (azienda)
Arrow è una società italiana specializzata nella produzione di impianti di scarico per motocicli, specialmente quelli destinati alle competizioni fuoristrada. Ha ottenuto notorietà soprattutto grazie ai successi ottenuti nelle competizioni del campionato mondiale di motocross: il primo titolo iridato ottenuto da un pilota con moto equipaggiata da scarichi Arrow è stato nel 1987 con il pilota belga Georges Jobé.
L'azienda è stata fondata nel 1985 da Giorgio Giannelli che realizzò il suo sogno di creare una società specializzata nella creazione di impianti di scarico ad alte prestazioni. La società si è poi sviluppata fino a occuparsi anche di ammortizzatori di sterzo e pedane da gara.